# Годковце
Годковце (словац. Hodkovce) — село в окрузі Кошиці-околиця Кошицького краю Словаччини. Площа села 7,57 км². Станом на 31 грудня 2016 року в селі проживало 313 жителів.

## Історія
Перші згадки про село датуються 1318 роком.

## Населення
| Рік:            | 1994. | 2004.   | 2014.    | 2024. |
| --------------- | ----- | ------- | -------- | ----- |
| Кількість осіб: | 259   | 248     | 300      | 411   |
| Різниця:        |       | -4,24 % | +20,96 % | +37 % |

| Рік:            | 2023. | 2024.   |
| --------------- | ----- | ------- |
| Кількість осіб: | 384   | 411     |
| Різниця:        |       | +7,03 % |